# Les Titans (film)
Pour les articles homonymes, voir Les Titans et Titan.
Pour plus de détails, voir Fiche technique et Distribution.
Les Titans (titre original : Arrivano i titani) est un film franco-hispano-italien réalisé par Duccio Tessari et sorti en 1962.

## Synopsis
Dans la Grèce antique, Cadmus, roi de Crète, s'autoproclame dieu. Crios, le plus agile et intelligent des Titans, est délégué pour faire justice et, en contrepartie, doit obtenir la libération de ses frères emprisonnés dans les Enfers. Capturé par l'armée de Cadmus, Crios gagne sa clémence après avoir vaincu l'imposant Rator lors de leur combat que le roi et son épouse Hermione avaient organisé pour leur bon plaisir. Mais Crios refuse de mettre à mort Rator comme le roi le lui ordonne. De nouveau emprisonné, Crios tombe amoureux d'Antiope, fille de Cadmus, qu'il aperçoit depuis son cachot au moment où celle-ci est bannie par son père. Après avoir été délivré, et grâce au casque de Pluton qui rend invisible et qu'il a dérobé, Crios délivre Antiope en tuant sa terrible gardienne, la Gorgone Méduse. Alors qu'il est sur le point d'être capturé par les soldats de Cadmus, ses frères Titans, qui ont été libérés, viennent à son secours en semant la panique chez les soldats. Pour célébrer sa victoire à Thèbes, Cadmus va inaugurer des statues érigées à sa gloire et donner un spectacle dans l'arène en y faisant déchiqueter Rator par une roue hérissée de lames. Mais les Titans surgissent des statues à l'intérieur desquelles ils s'étaient glissés, livrent bataille aux soldats et délivrent Rator. Cependant, ils vont devoir encore affronter les gardes maléfiques du roi rendus invulnérables par le sang du dragon jusqu'à ce que Crios annihile leur pouvoir en les purifiant grâce à l'inondation des Enfers. Crios précipite Cadmus au plus profond des Enfers en le foudroyant avec le dernier éclair qui lui restait, sauve Antiope de la noyade et anéantit l'armée grâce à la révolte des Thébains qu'il a provoquée.

## Fiche technique
- Titre original : Arrivano i titan
- Titre français : Les Titans
- Réalisation : Duccio Tessari
- Assistante réalisation : Ariane Mnouchkine
- Scénario : Ennio De Concini et Duccio Tessari
- Décors : Ottavio Scotti
- Costumes : Vittorio Rossi
- Photographie : Alfio Contini
- Effets spéciaux : Joseph Nathanson
- Maître d’armes : Giorgio Ubaldi
- Montage : Maurizio Lucidi
- Musique : Carlo Rustichelli
- Direction d'orchestre : Franco Ferrara
- Affiche : Yves Thos
- Sociétés de production : Vides Rome (Italie), Filmsonor (France), Les Films Ariane (France)
- Sociétés de distribution : Connaissance du Cinéma (France), Les Films Ariane (France)
- Pays de production :  Italie |  France |  Espagne
- Langue originale : italien
- Format : 35 mm — couleur par Technicolor — 1.85:1 — son monophonique
- Genre : Film d'aventure
Film d'action
Film fantastique
Péplum
- Durée : 108↔113[2] minutes
- Dates de sortie : 
  - Italie : 4 mai 1962
  - France 29 août 1962
- (fr) Classification CNC : tous publics (visa d’exploitation no 25245 délivré le 28 août 1962)

## Distribution
- Giuliano Gemma (VF : Jean-Claude Michel) : Crios
- Antonella Lualdi (VF : Nadine Alari) : la reine Hermione
- Pedro Armendariz (VF : André Valmy) : le roi Cadmos
- Jacqueline Sassard : Antiope
- Serge Nubret (VF : Henri Djanik) : Rator
- Gérard Séty : Achille
- Ingrid Schoeller (VF : Claude Chantal) : Emarete
- Fernando Rey (VF : Jean-Henri Chambois) : le grand prêtre
- Fernando Sancho (VF : Richard Francoeur) : le chef des gardes
- Isarco Ravaioli : une sentinelle
- Antonio Molino Rojo : Idomeneo
- Aldo Pedinotti (VF : Jean Violette) : un Titan
- Tanya Lopert : Licina

## Autour du film
- Festival du film péplum d'Arles 2012[3] — Évènement exceptionnel à l'occasion du 25e anniversaire du festival : projection le 22 août au théâtre antique d'Arles du film de Duccio Tessari en version « ciné-opéra » (les dialogues sont remplacés par les voix de chanteurs lyriques), réalisation, composition musicale, conception et adaptation par Christian Girardot, avec la participation de :
  - L'Ensemble Sentimental Noise : Dragana Serbanovic (soprano), Stephan Olry (ténor), Xavier Bazoge (baryton-basse), Sylvia Kohler (piano), composition électro-acoustique, mixage et diffusion par Daniele Segre Amar,
  - Chœur de l'Ensemble vocal d'Arles sous la direction de Pascal Stutzmann,
  - Michel Eloy, l'érudit « Monsieur Péplum » belge[4] auquel a été décerné le « glaive d'honneur » pour sa contribution au festival.